# Ungheria all'Eurovision Young Musicians
L'Ungheria ha debuttato all'Eurovision Young Musicians 1992, svoltosi a Bruxelles, in Belgio.  Nonostante il suo debutto sia stato un fallimento, ha continuato a partecipare in modo discontinuo raggiungendo il terzo posto nel 2014, suo miglior risultato.

## Partecipazioni
- Primo posto
- Secondo posto
- Terzo posto

| Anno                                    | Artista             | Strumento    | Canzone | Posizione       | Posizione         |
| Anno                                    | Artista             | Strumento    | Canzone | Finale          | Semifinale        |
| --------------------------------------- | ------------------- | ------------ | --- | --------------- | ----------------- |
| 1992                                    | N.A.                | N.A.         | N.A. | Non qualificata | Non qualificata   |
| 1994                                    | Márk Faragó         | Pianoforte   | 1) Dance Macabre, di Ferenc Liszt | F               | N.A.              |
| Nessuna partecipazione dal 1996 al 1998 |                     |              | |                 |                   |
| 2000                                    | Ödön Rácz           | Contrabbasso | 1) Gran fantasia sulla Lucia di Lammermoor per Contrabbasso ed Orchestra, di Giovanni Bottesini | F               | N.A.              |
| Nessuna partecipazione dal 2002 al 2012 |                     |              | |                 |                   |
| 2014                                    | Gergely Devich      | Violoncello  | 1) Minuet in C Maggiore, di Haydn-Piatti 2) Liebestraum, di Liszt-Cassado 3) Roumanien folk dances, di Bartók-Silva 4) Allegro appassionato, Op.43, di Saint-Saëns (Serata finale)                                                           | 3º              | Niente semifinali |
| 2016                                    | Jakab Roland Attila | Violino      | 1) Zigeunerweisen, Op. 20, No. 1, di Pablo de Sarasate | F               | Niente semifinali |
| 2018                                    | Máté Bencze         | Sassofono    | 1) Fantaisie sur un thème original, di Jules Demersseman 2) Allegro dalla Sonata in G minore BWV. 1020, di Johann Sebastian Bach 3) Pequeña Czarda, di Pedro Iturralde 4) Concerto da Camera per Sassofono, di Jacques Ibert (Serata finale) | F               | N.A.              |
| Nessuna partecipazione dal 2020 al 2024 |                     |              | |                 |                   |